# Konrad Torer von Törlein

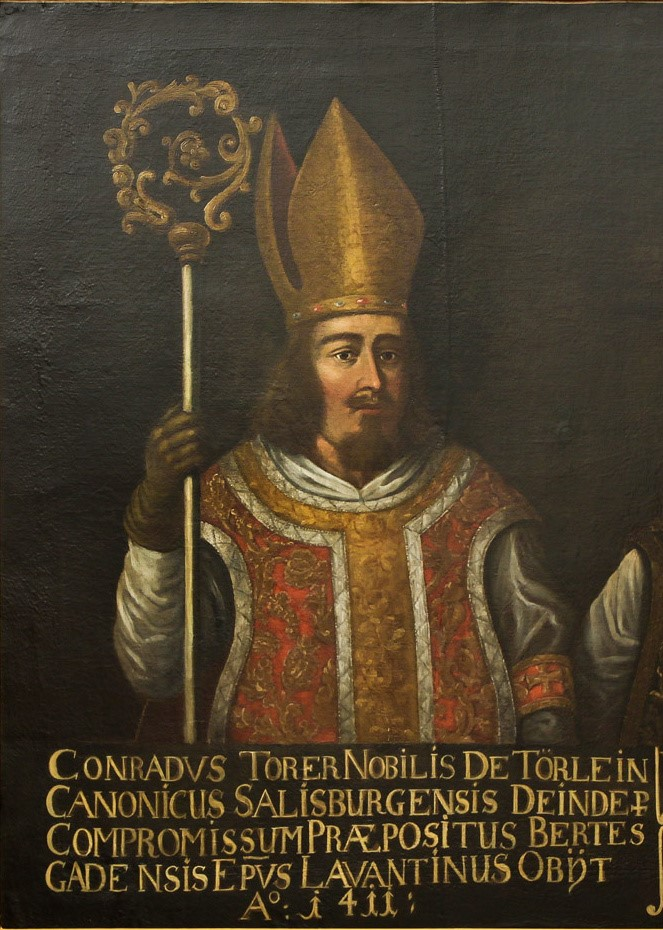
Darstellung von Konrad Torer von Törlein, Ausschnitt eines Gemäldes von einem unbekannten Maler (verm. 17. Jahrhundert; lt. Bildtext wäre von Törlein erst 1411 verstorben.)

Konrad Torer von Törlein († 5. April 1406) war als Konrad V. Reichsprälat und Propst des Klosterstifts Berchtesgaden und danach als Konrad II. Bischof von Lavant.
Konrad Torer von Törlein entstammte einer oberbayrischen Ministerialenfamilie. Er war Pfarrer in Salfeld, ab 1369 Domherr von Salzburg und von 1384 bis 1393 Stiftspropst des Klosterstiftes in Berchtesgaden im Range eines Reichsprälaten.
Als Konrad dieses Amt übernahm, war das Stift hoch verschuldet. Sein Vorgänger Ulrich I. Wulp hatte die Schulden zwar abzutragen versucht, jedoch ohne Erfolg. Im Gegenteil. Die leibeignen Untertanen machten zwar gerade unter Konrads Regentschaft regen Gebrauch von Ulrichs Landbrief, der ihnen den erbrechtlichen Kauf der Güter und Lehen des Stifts ermöglichte, doch das durch Ulrich heraufbeschworene Schisma wegen der von ihm kritisierten Lebensführung seiner Mitbrüder hatte zwei Jahre lang zu kriegerischen Überfällen und Plünderungen im Berchtesgadener Land geführt. Danach standen auf der jährlichen Einnahmeseite des Stifts etwas mehr als 1000 Gulden, doch die „offenkundigen“ Schulden betrugen jetzt 44.000 Gulden, nach anderen Berechnungen sogar mindestens 161.000 Gulden. Die Einnahmen des Stifts deckten somit nicht einmal mehr die fälligen Schuldzinsen.
Da weder die bayerischen noch österreichischen Herzöge weiter Geld in dieses bankrotte Staatswesen investieren wollten, blieb Konrad nur noch der Ausweg, den feindseligen Nachbarn um Hilfe zu bitten. Und der Salzburger Erzbischof Pilgrim II. von Puchheim ließ sich sofort darauf ein. Für sechs Jahre wurde die stiftseigene Schellenberger Saline nun an ihn verpfändet, wofür er dem den Chorherren wie auch dem Frauenstift ein „gehöriges Auskommen“ zusicherte. Wenig später wurden erst alle anderen Salzbergwerke und 1393 schließlich auf Betreiben des Stifts der gesamte Klosterstaat mit Haus und Hof, Land und Leuten an das Erzbistum Salzburg verpfändet beziehungsweise übergeben. Damit war das Klosterstift Berchtesgaden nunmehr ins Erzbistum Salzburg inkorporiert.
Erzbischof Pilgrim bestellte Konrad schon zwei Jahre zuvor am 1. Mai 1391 zum Verweser des verwaisten Bistums Lavant. Nach Konrads Übergabe seines Amts als Stiftspropst 1393 sicherte der Erzbischof ihm jedoch die Einkünfte aus der Propstei bis zur Erlangung der Bischofswürde zu. Papst Benedikt XIII. bestätigte am 12. April 1397 Konrad als Bischof von Lavant. Bischof Konrad residierte in Friesach und verstarb am 5. April 1406.